# 桑德拉·福尔格
桑德拉·福尔格（法語：Sandra Forgues，1969年12月22日—），跨性别女性，法国皮划艇运动员。福尔格在变性前曾代表法国参加1992年、1996年和2000年夏季奥林匹克运动会皮划艇比赛，获得一枚金牌和一枚铜牌。